# Liste de bâtiments et structures à Venise
 (octobre 2023).

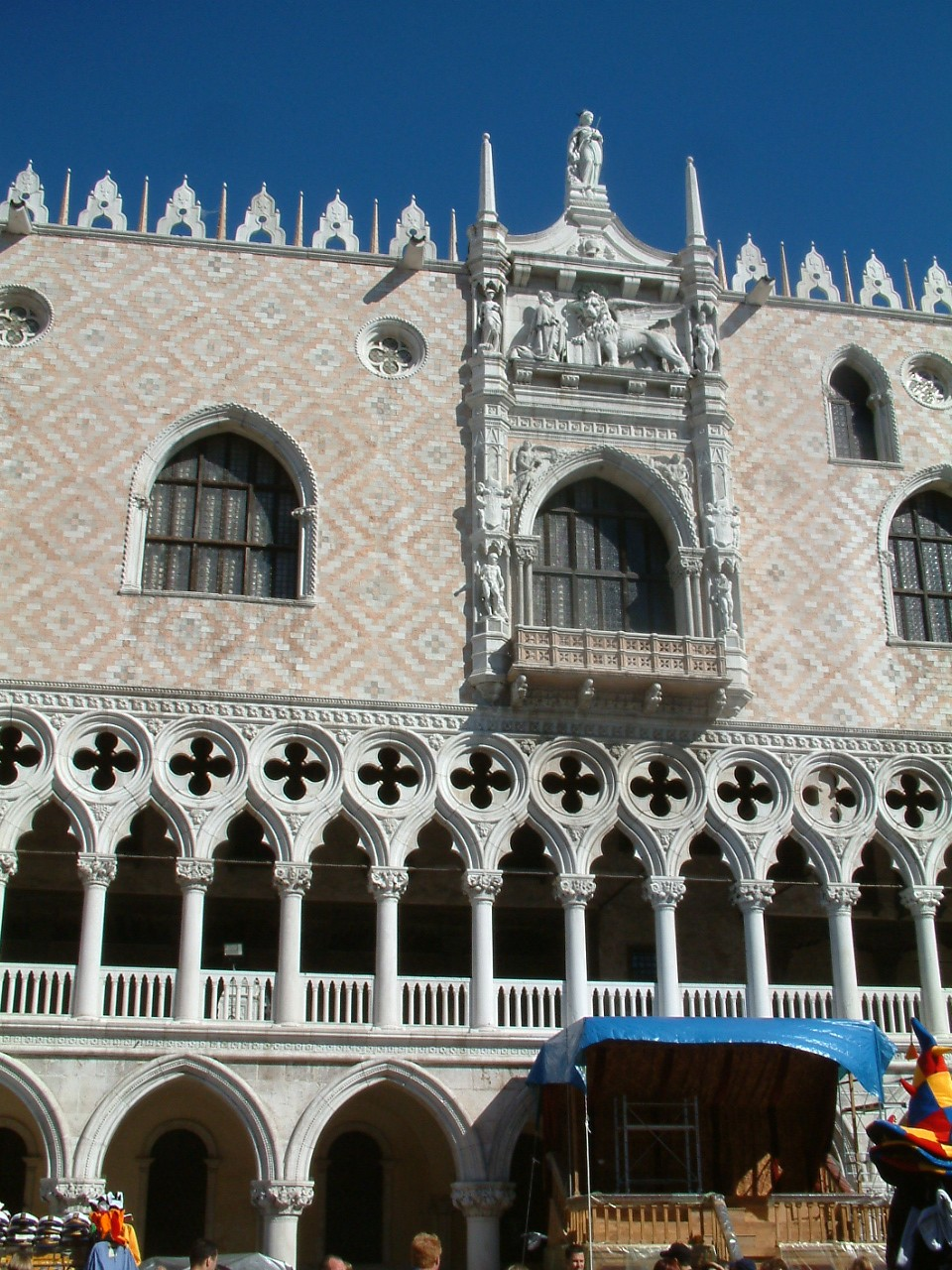
Palais des Doges

Ceci est une liste de bâtiments et de structures à Venise, en Italie.

## A
- À la Napoléonica
- Arsenal
- Ateneo Vénétie

## B
- Bibliothèque Marciana

## C

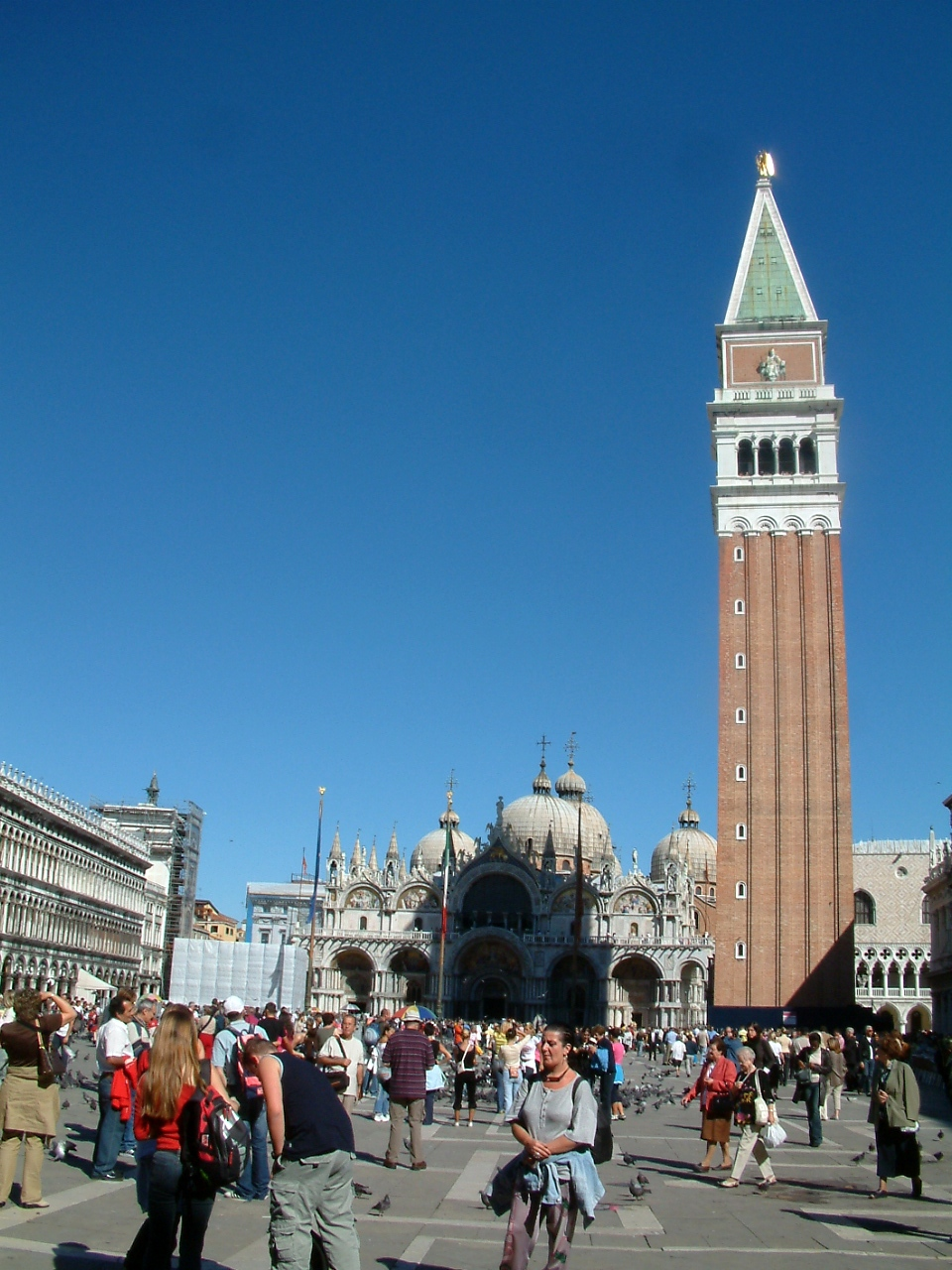
Campanile de Saint-Marc

- Ca' da Mosto
- Ca' d'Oro
- Ca' Farsetti
- Ca' Foscari
- Ca' Loredan
- Ca'Pesaro
- Ca'Rezzonico
- Ca'Tron
- Ca' Vendramin Calergi
- Campanile de Saint-Marc
- Campo San Polo
- Campo San Samuele
- Campo San Zanipolo
- Champ Santa Margherita
- Champ Saint-Ange
- Cour du Million

## D
- Dogana da Mar
- Palais des Doges

## F
- Fabbriche Nuove di Rialto (Erberia)
- Fabbriche Vecchie di Rialto
- La Fenice
- Fondaco del Megio
- Fondaco dei Tedeschi
- Fondaco dei Turchi
- Fondazione Querini Stampalia
- Fort de Sant'Andrea

## G-O
- Jardins Reali
- Synagogue italienne
- Loggette de Saint-Marc
- Mercerie
- Mulino Stucky
- Musée du verre de Murano
- Musée historique naval
- Musée du Palais Mocenigo
- Oratorio dei Crociferi

## P
- Palazzo Adoldo

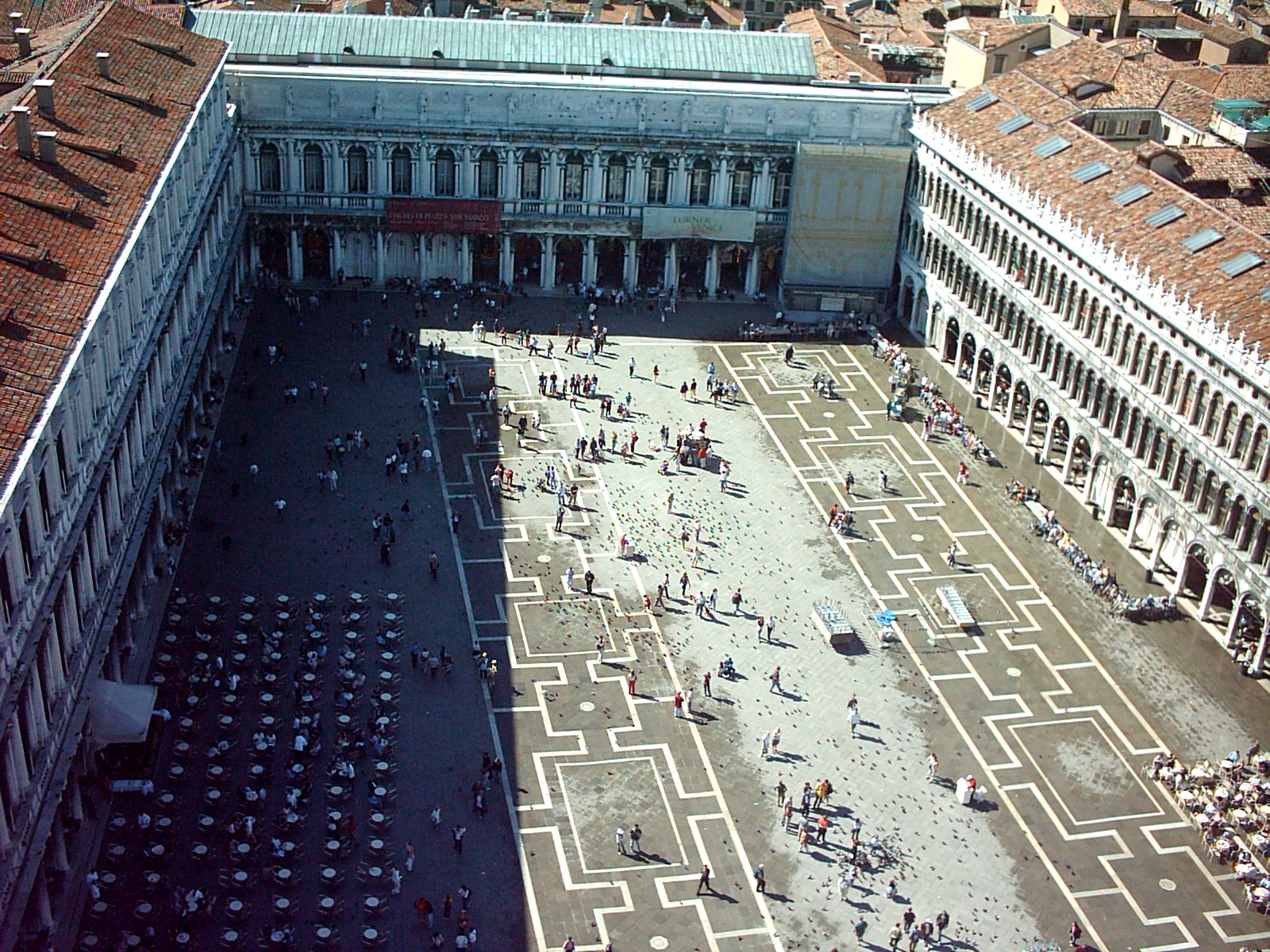
Place Saint-Marc.

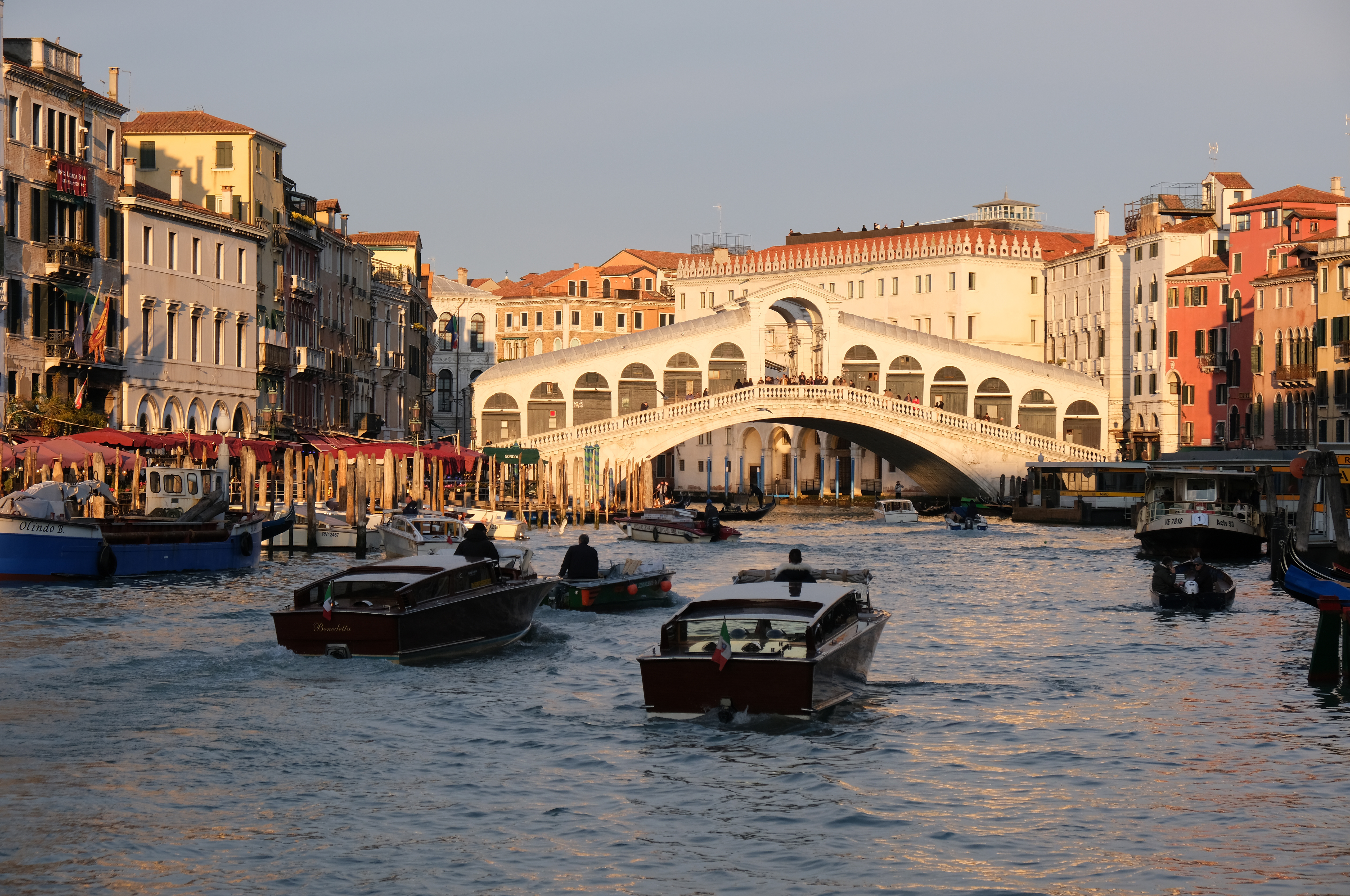
Grand Canal et Pont du Rialto.

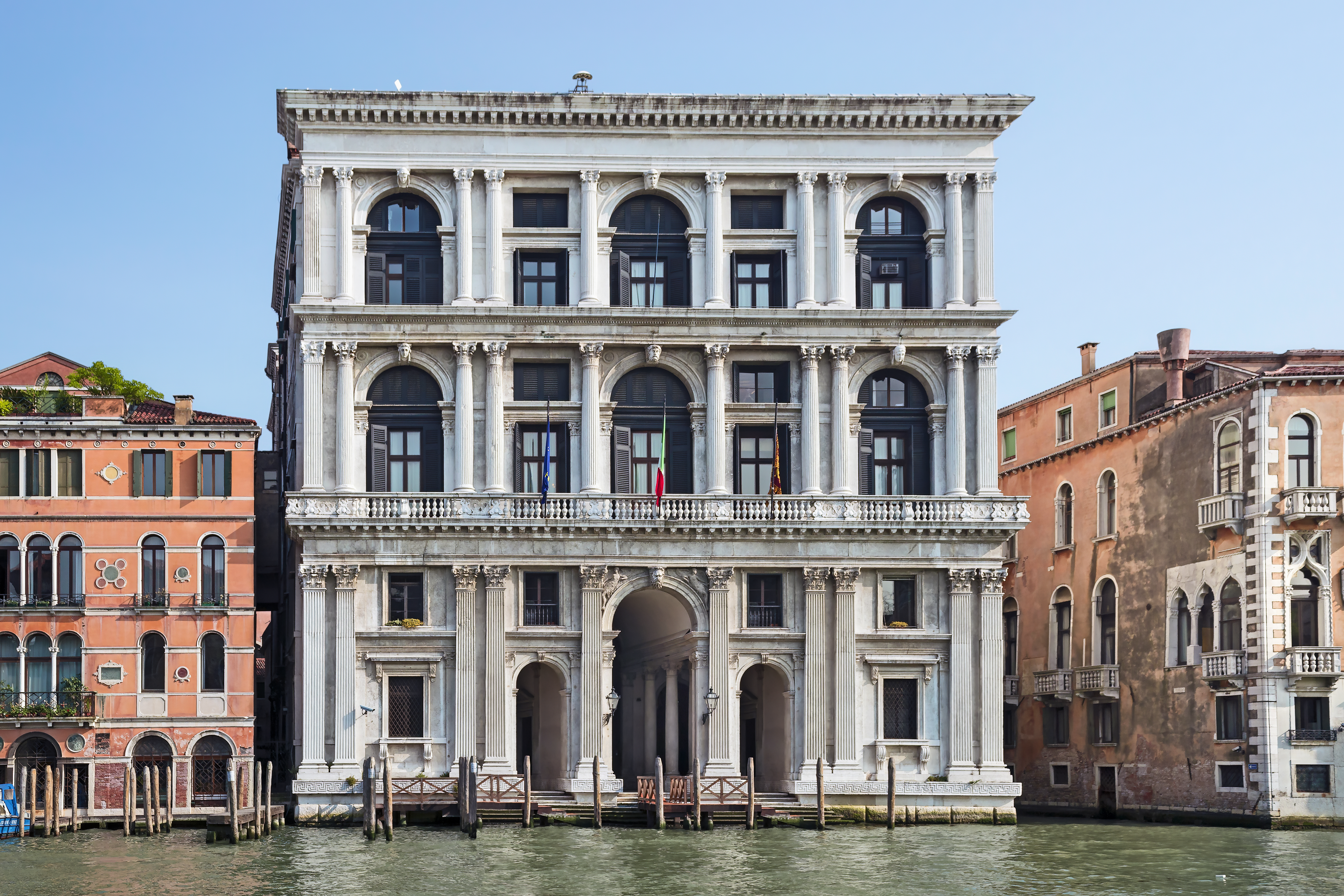
Palais Grimani de San Luca.

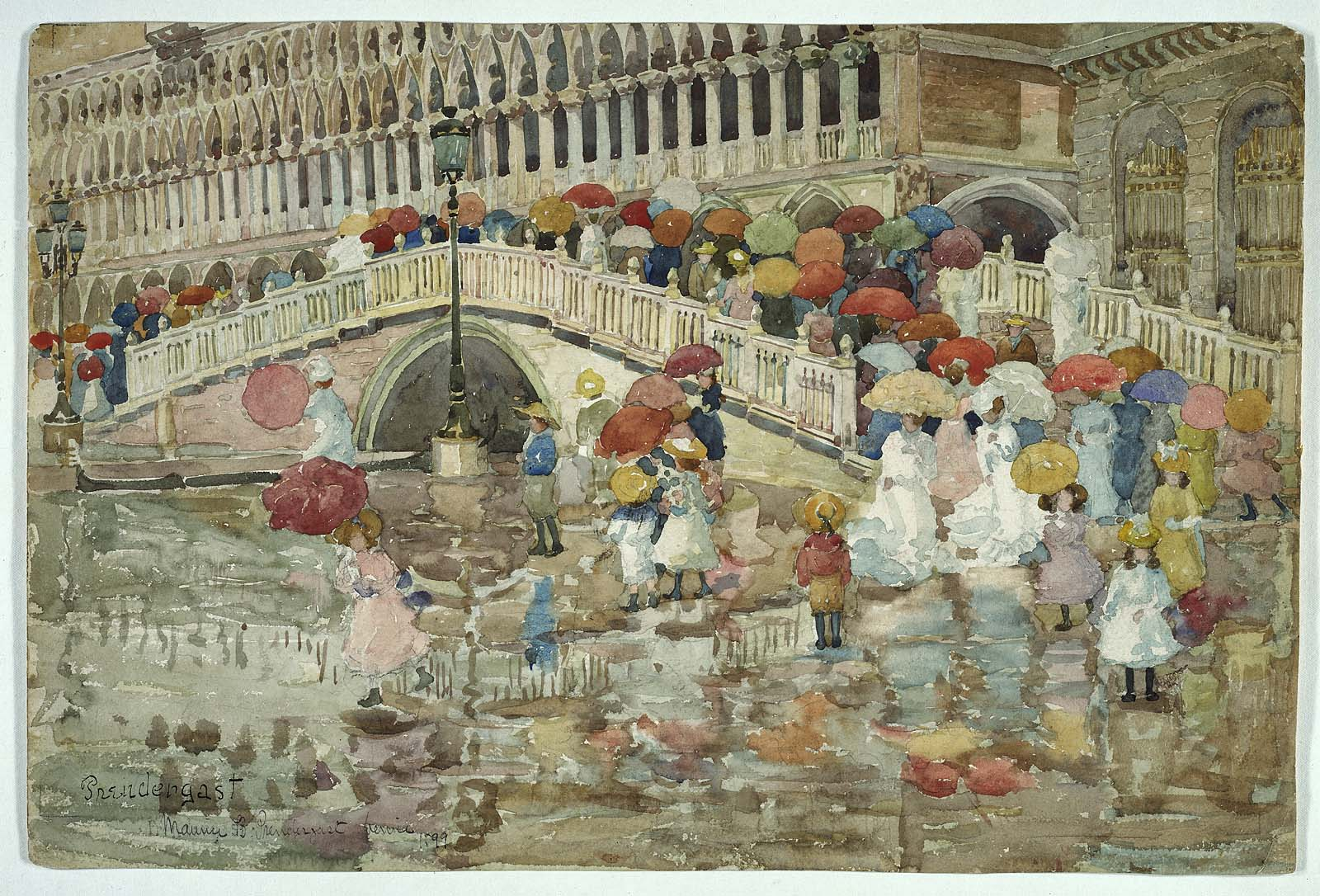
Parapluies sous la pluie de Maurice Prendergast, peinture du Ponte della paglia.

- Palazzo Albrizzi (Rubin de Cervin)
- Palazzo Ariani
- Palazzo Balbi
- Palazzo Barbarigo
- Palazzo Barbarigo Minotto
- Palazzo Barbarigo Nani Mocenigo
- Palazzi Barbaro
- Palazzo Barbaro Wolkoff
- Palazzo Barozzi
- Palazzo Barzizza
- Palazzo Bellavite
- Palazzo Belloni Battagia
- Palazzo Bembo
- Palazzo Bernardo
- Palazzo Bonfadini Vivante
- Palazzo Brandolin Rota
- Palazzo Bollani Erizzo
- Palazzo Calbo Crotta
- Palazzo dei Camerlenghi
- Palazzo del Cammello (Mastelli)
- Palazzo Cavalli
- Palazzo Cavalli-Franchetti
- Palazzo Civran Grimani
- Palazzo Contarini Dal Zaffo
- Palazzo Contarini del Bovolo
- Palazzo Contarini Fasan
- Palazzo Contarini Pisani
- Palazzo Corner Contarini dei Cavalli
- Palazzo Corner Spinelli
- Palazzo Corner Valmarana
- Palazzo Correr Contarini Zorzi
- Palazzo D'Anna Viaro Martinengo Volpi di Misurata
- Palazzo Dandolo
- Palazzo Dandolo Paolucci
- Palazzo Dario
- Palazzo dei Dieci Savi
- Palazzo Donà
- Palazzo Donà Balbi
- Palazzo Donà Giovannelli
- Palazzo Erizzo Nani Mocenigo
- Palazzo Foscari Contarini
- Palazzo Foscari (Giudecca 795)
- Palazzo Giovanelli
- Palazzo Giustinian
- Palazzo Giustinian Pesaro
- Palazzo Giustinian Recanati
- Palazzo Gradenigo
- Palazzo Grassi
- Palazzo Grimani di San Luca
- Palazzo Grimani di Santa Maria Formosa
- Palazzo Labia
- Palazzo Loredan dell'Ambasciatore
- Palazzo Malipiero
- Palazzo Malipiero-Trevisan
- Palazzo Marcello Toderini
- Palazzo Mastelli del Cammello
- Palazzo Memmo Martinengo Mandelli
- Palazzo Michiel del Brusà
- Palazzi Mocenigo
  - Palazzo Mocenigo Casa Nuova
  - Palazzo Mocenigo Casa Vecchia
  - Palazzo Mocenigo detto "il Nero"
- Palazzo Mocenigo Gambara
- Palazzo Molina
- Palazzo Nani
- Palazzo Orio Semitecolo Benzon
- Palazzo Pesaro Orfei
- Palazzo Pisani a San Stefano
- Palazzo Pisani Gritti
- Palazzo Pisani Moretta
- Palazzo delle Prigioni
- Palazzo Priuli (Ruzzini)
- Palazzo Querini Benzon
- Palazzo Rezzonico
- Palazzo Sandi-Porto
- Palazzo Savorgnan
- Palazzo Smith Mangilli Valmarana
- Palazzo Soranzo Van Axel
- Palazzo Soranzo-van Axel-Barozzi
- Palazzo Soranzo Cappello
- Palazzo Soranzo Pisani
- Palazzo Surian
- Palazzo Surian Bellotto
- Palazzo Testa
- Palazzo Tiepolo
- Palazzo Vitturi
- Palazzo Widmann
- Palazzo Zorzi Bon
- Pescheria
- Piazza San Marco
- Piazzale Roma
- Piazzetta di San Marco
- Ponte degli Scalzi
- Ponte dei Sospiri
- Ponte dell'Accademia
- Ponte della Costituzione
- Ponte della Libertà
- Ponte della Paglia
- Ponte delle Guglie
- Ponte delle Tette
- Ponte di Rialto
- Ponte Minich
- Ponte Tron
- Procuratie Nuove
- Procuratie Vecchie

## R
- Río de San Lorenzo

## S
- Scala di Bovolo
- École des Grecs
- Scuola della Carità, siège de la Gallerie dell'Accademia
- École de San Giorgio degli Schiavoni
- École de Santa Orsola
- École Grande des Carmini
- École Grande de San Giovanni Evangelista
- École Grande de Saint-Marc
- École Grande de San Rocco
- Ecole Sainte de la Misericordia
- Synagogue espagnole
- Stade Pier Luigi Penzo
- Route Nouvelle

## T-Z
- Torre dell'Orologio
- Gare de Venise Mestre
- Gare de Venise Santa Lucia
- Via le 2 avril
- Via 22 mars
- Via Garibaldi
- Zecca de Venise